# Coucou d'Audebert
Pachycoccyx audeberti
Genre
Espèce
Statut de conservation UICN

 LC  : Préoccupation mineure
Le Coucou d'Audebert (Pachycoccyx audeberti) est une espèce d'oiseaux de la famille des Cuculidae, seule représentant du genre Pachycoccyx.

## Nomenclature
Son nom est attribué au naturaliste et collecteur allemand Josef Peter Audebert (1848-1933).
Son nom swahili est Kekeo Domo-nene « coucou à bec épais ».

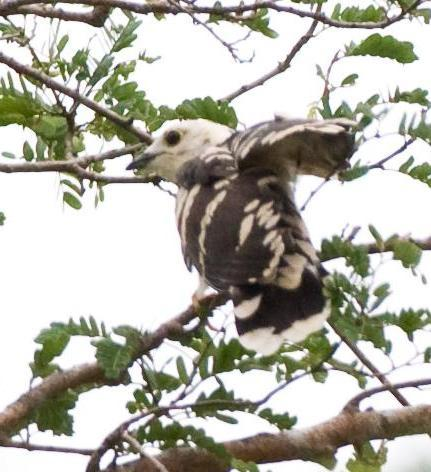
Un immature en Tanzanie.

## Mensurations
Il mesure 36 cm pour environ 115 g.

## Alimentation
Il se nourrit d'insectes, particulièrement de chenilles, de vers du marula, de sauterelles et de mantidés.

## Répartition et sous-espèces
Selon la classification de référence du Congrès ornithologique international (15.1, 2025) il se répartit en trois sous-espèces :
- P. a. brazzae (Oustalet, 1886) — de la Guinée au Cameroun et l'ouest de la RDC ;
- P. a. validus (Reichenow, 1879) — de l'est de la RDC au sud-est du Kenya, Mozambique et Afrique du Sud ;
- P. a. audeberti (Schlegel, 1879) — aire dissoute à travers les plateaux de Madagascar.